# خصلاء مندهشة
خصلاء مندهشة (الاسم العلمي: Lophophora thaumasalis) هي نوع من الحشرات تتبع جنس الخصلاء من الفصيلة الأربوسية.